# Tuszkai Ödön
Tuszkai Ödön, néhol Tuszkay, 1892-ig Tuszkau Ödön eredetileg Tuszkau Illés Ödön, (Székesfehérvár, 1863. március 27. – 1945) orvosdoktor; szülészmester, nőorvos, egészségtanár és iskolaorvos..

## Családja eredete[5]
A Tuszkai család őse nemes Tuszkai Sámuel volt, aki Rákóczi seregének egyik főtisztjeként harcolt, majd a szatmári békekötés (1711) után Oroszországba emigrált. Nevét cirill betűkkel Тускаu-nak írta a helyes kiejtés érdekében. Tuszkai Sámuel egyik fia, György, zsidó nőt vett feleségül, de ehhez fel kellett vennie a zsidó vallást. Emiatt kénytelen volt kilépni a cári hadseregből, ahol apjához hasonlóan katonatisztként szolgált és hazatért Magyarországra. Orosz iratai téves átírása alapján Tuszkau lett az ő és leszármazottai neve. A házasság révén katolikusból zsidóvá vált család sokáig meg is maradt annak, sőt egyik tagja Prágában rabbi lett. Tuszkai Ödön révén a csalad visszatért ősei vallásához, ő ugyanis 1910 tájékán katolizált.

## Életútja
Tuszkau Mór kereskedő és Weisz Terézia (1833–1888) fiaként született. A gimnáziumot szülővárosában végezte; mellékesen előszeretettel foglalkozott a füvészettel. Az orvosi tudományokat a Budapesti Tudományegyetemen hallgatta, ahol 1888-ban orvosdoktorrá avatták. Családnevét 1892 novemberében változtatta vissza Tuszkaira s néhány nap múlva feleségül vette Zweig-Wolf Margitot Budapesten a Dohány utcai izraelita templomban. Gyermekeik Ferenc (1893–1933), Anikó, Emma (1895–1955) és Anna (1897–?).
1887 augusztusában kiderült, hogy a székesfehérvári katolikus egyház által őrzött, királyi csontvázaknak vélt ereklyék közül eltűnt 2 koponya. A tettesként újságcikkekben megvádolt Tuszkai erőteljesen tiltakozott a gyanúsítás ellen, kijelentve, hogy valóban láthattak a lakásán koponyákat, de azok a városi földmunkák során kerültek elő. Az ügyészség megalapozottság hiányában visszautasította Tuszkai felkérését a nyomozásra.
Az 1893-ban megalapított Hazánk nevű, katolikus irányultságú politikai, társadalmi és közgazdasági napilap „belmunkatársa” volt. 1893 végén áthelyezték mint tartalékos főorvost a közös hadsereg 14. sz. helyőrségi kórházából a budapesti 1. sz. honvéd gyalogezredbe.
1895-ben egy zsidó bizottság tagjaként részt vett a recepciós küzdelmekben. 1904-ben az unitárius Dávid Ferenc Egylet tagja lett. Ferenc fia iskoláját két emberi koponyával ajándékozta meg 1905-ben. 1907-ben részt vesz a marienbadi Orvos-otthon létrehozásában és néhány évig a magyar orvosok nagyon kedvezményes üdültetését ő szervezte. 1909 februárjában már az Aquinói-Szent-Tamás-Társaság tagja, márciusban pedig katolikus szellemiségű tanulmánya jelent meg a Religió, tudományos, társadalmi és irodalmi katholikus folyóiratban „Gondolatok a fejlődésről” címmel. Valószínűleg ekkortájt tért át a katolikus vallásra, amelyre gúnyosan reagált az Egyenlőség című neológ zsidó lap. A Világ című szabadkőműves lap szerint a „katolikus kongregációknak való behódolása” hozta meg rendes tanári kinevezését a Tavaszmező-utcai állami főgimnáziumba. Itt a diákokból mentőőrséget szervezett, ami felkeltette az újságok figyelmét is.
A Társadalomtudományi Társaság 1910-es közgyűlésén Tuszkai is lelkesen javasolta egy Társadalomtudományi Intézet megalakítását. A Magyar Társadalomtudományi Szemlében jelent meg Cultura és hygiene című tanulmánya. 1913-ban Tuszkai Ödön orvosi működésének 25 éves jubileumára a hálás marienbadi asszonypáciensek ezüstkoszorút és fényképeikkel díszített albumot csináltattak számára.
1916 júliusában Tuszkai és több orvostársa a „háború alatt a katonai egészségügy körül szerzett kiváló érdemeik elismeréséül a Vörös Kereszt hadiékítményes II. oszt. díszjelvényt díjmentesen” megkapta. Ezt valószínűleg a marienbadi Orvos-otthonbeli munkájával érdemelte ki, amelyben a háború alatt főként a két szövetséges birodalom katonaorvosait rehabilitálták. Ugyanis: „A marienbadi orvosi üdülő-otthon (Aerzteheim) májustól szeptemberig Ausztria-Magyarország és a Német birodalom orvosai számára 50 szabadhelyet bocsát rendelkezésre ... Különösen azon orvosokat veszik figyelembe, kik a jelenlegi háború alkalmából kifejtett tevékenységükből kifolyólag be>tegedtek meg és kiknek harczi sebesülés, rheumás megbetegedés, szivaffectio stb. folytán lápfürdőkre, szénsavas fürdőkre stb. szükségük van”.
1920-ban megpróbálkozott a politikával, a nemzeti középpárt színeiben a III-ik hegyvidéki kerületben Tuszkai Ödönt jelölték – de nem nyert. Ahhoz, hogy folytathassa marienbadi fürdőorvosi tevékenységét, a monarchia felbomlása után önállóvá vált Csehszlovákiában honosítania kellett orvosi diplomáját. Erre 1922. december 2-án került sor a Prágai Német Egyetem orvosi fakultásán.
Az 1920-as években orvosi praxisa (rendel naponta 3-5h között) jövedelmét kiegészítette a Danubia részvénytársaságban viselt felügyelőbizottsági tagsága.
1939-ben aranydiplomát kapott 50 éves Orvosegyesületi tagsága kapcsán. 1943-ban még szerepel a Távbeszélő névsorban, de haláláról nincs pontos adat.

## Szakmai pályafutása
Diplomája megszerzése előtt már egy évig díjazott gyakornok volt a "II. Szülészeti és nögyógykórodában" Orvossá avatását követően ugyanitt gyakorlóorvosként (még Tuszkau néven) kezdett el dolgozni. 
1894-ben a budapesti munkás Poliklinika nőrvosa volt. 1897 februárjában részt vett a Budapesti Orvosok Szövetsége megalapításában. 1897 és 1904 között a Szünidei Gyermektelep orvosa volt. 1901-1902 között a Régi Szent János-kórház gyakornokaként működött.
1903-tól 1937-ig nyaranta Marienbadban praktizált, először csak nőorvosként, de hamarosan általános fürdőorvosként, 1931-től az Újságírók Szanatóriumi Egyesülete szerződött orvosi tanácsadójaként.
1903 őszén megalakította az Országos magyar bábaszövetséget, amelynek elnöke lett. Ennek pécsi fiókja még 1930-ban is működött, míg a rivális, 1894-ben alakult Magyar Bába-Egyesület 1920-ban megszűnt.
Szerkesztője volt a Pester Medizinisch-Chirurgische Presse című orvosi folyóiratnak 1893-96 között, az Ungarische Medizinische Pressének pedig 1896-1907 között volt szerkesztője és kiadója.
1909-től 1921-ig iskolaorvos és egészségtan tanár lett, ami továbbra is lehetővé tette nyári marienbadi fürdőorvosi működését, és új színnel gazdagította publikációs palettáját – az iskolaegészségüggyel. Minisztériumi megbízottként ellenőrzéseket végzett középiskolákban a tornatanítás és hygienia helyzetének megállapítására.
1911-ben az Országos Gyermekvédő Liga és a „Teleia“ egyesület igazgatósági tagja.
1917-ben magántanári képesítésért nyújtott be pályázatot az Orvosegyetemre, de protekciója ellenére is elutasították a pályázatát és a fellebbezését is.
Egyetemi előadássorozatot szeretett volna tartani a Budapesti Királyi Magyar Tudományegyetem Közgazdasági karán 1921-ben, de nem fogadták el az ajánlatát a diákok túlterhelésére hivatkozva.
Számos magyar szakmai társulat tagja ill. vezetőségi tagja volt, mint pl. Budapesti Kir. Orvosegyesület, a Vöröskereszt Egylet, a Szabadlevcgös (erdei) Iskolák Barátai Egyesület, stb.
Több külföldi orvosegylet rendes és tiszteleti tagja volt: „Deutsche Gesellschaft f. Gynaek.“ r. t. tagja, a l’oeuvre d’enseignement medical compl. de Paris, valamint a „Gynec. society of Cincinnati (Ohio) tiszteletbeli tagja és „Fellow of Royal society of Physicians,“ London.

## Ismeretterjesztő tevékenysége
A nőgyógyászatra, az ifjúság testnevelésére és nemi felvilágosítására, a társadalmi egészségügyre vonatkozó számos füzetet jelentetett meg és ismertette tartalmukat ismeretterjesztő előadásai során. Marienbadi fürdőorvosi működése során szerzett tapasztalatait írta meg "Marienbad, Világfürdő" című munkájában, ami 1904-ben jelent meg először és 1911-re már a 6., átdolgozott kiadásnál tartott. Számos előadást tartott Budapesten, Aradon, Nagyváradon és Pécsett is. Több ízben meghívták előadni  a budapesti Good Templar Rend alkoholellenes egyesület Egészség csoportjába.
Die Kunst, schlank zu werden und so zu bleiben (A fogyás művészete és a karcsúság megtartása) című könyve 1928-ban jelent meg, átdolgozott kiadása 1930-ban és akkoriban rekordot jelentő 12 ezres példányban fogyott el.
Szenvedélyes harcot indított az akkortájt divatba jött áltudomány, az okkultizmus ellen. Már az 1900-as években részt vett a spirititmus tudományos vizsgálatában Magyarországon és Angliában is. Egy angol médium Tuszkai kérésére megidézte a nővérét, aki családi titkokról számolt be. A szeánsz szervezőjének kérdésére, hogy mi a véleménye minderről, azt válaszolta : "Rendkívül meg Vagyok elégedve – feleltem – mert nekem so>ha nem is volt nővérem, ... kérdezősködésem a szellemtől csak kísérletezés volt, mert meg akartam győződni a spiritizmus igazságáról.. . " Tuszkai 1922-ben a "berlini parapsyohologial“ társulatnak is tagja lett, s ott is meggyőződött arról, hogy nem tudtak "a médium utján meghaltak lelkeivel ... csodákat" végrehajtatni. 1934. november 25-én Tuszkai "A CSODA ÉS AZ ORVOSTUDOMÁNY" címmel előadást tartott a Társadalomegészségügyi Intézetben, amelyben támadta az erősen terjedő okkultizmust és megállapította, hogy csodák nem léteznek és az ezekben való hit az emberi gondolkodás elferdülése, s kijelentette, hogy a lélek a test energiája, amelynek földi léte a test halálával megszűnik. Az előadásnak rendkívül nagy visszhangja támadt, Tuszkait és a Társadalomegészségügyi Intézetet is megtámadták azzal a váddal, hogy közpénzen materialista világnézetet terjeszt. Több egyházi vezető is kikelt ellene, a Magyar Katolikus Orvosok Szent Lukács Egyesülete határozatban ítélte el. Szinte csak Róheim Géza és a Népszava vette védelmébe az előadást.

## Szabadkőműves pályafutása[71]
Vagy Németországban, vagy Marienbadban lett az FzAS (Freimarerbund zur Aufgehenden Sonne), egy német megreformált szabadkőműves nagypáholy tagja. 1913-ban közreműködött ennek a rendszernek a hazai elterjesztésében, részt vett a  Magyarországi Szabadkőművesek Reform Nagypáholyának  megalapításában s hamarosan nagymesterré választották. A szabadkőművesség 1920-as betiltása ellenére is legalább 1929-ig tovább működő nagypáholy munkájában 1926-ig bizonyíthatóan részt vett, s végig a budapesti Renaissance páholy főmestere volt.

## Munkái
- Klinikai szülészeti műtétek. Budapest, 1892
- A vízkezelés a nőgyógyászatban és szülészetben. Budapest, 1893. (Klinikai Füzetek III. 7.)
- Zur Frage der Hyperemesis gravidarum (1895)
- A német nőorvosok VI. kongresszusa. Bécs, 1905. jún. 5-7. Uo. 1895. (Különnyomat az Orvosi Hetilapból).
- A méh- és gyomorbántalmak közti összefüggés. Bécs, 1900. (Különnyomat az Orvosi Hetilapból).
- Über den Zusammenhang zwischen Uterus und Magenleiden (1900)
- Szivbántalmak a terhesség alatt (1901)
- Marienbad világfürdő. 4. kiadás. Bécs, 1904.
- Physicalis kezelésmódok női bajokban. Bécs, 1906. (Klinikai Füzetek XVI. 6.).
- Mentőőrség szervezete az iskolákban (1912)
- Cultura és hygiene (1913)
- Újabb irány a nőgyógyászaiban és szülészetben (1916)
- Reformgondolatok (1918)
- Embergazdaság (1921)
- Menschenökonomie (1922)
- Das hygienische Prinzip in der Volkswirtschaftslehre (1926)
- Die Kunst schlank zu werden und so zu bleiben (1928, 1930)

Ezeken kívül számos munkája jelent meg a hazai orvosi közlönyökben, melyek többnyire különnyomatban is megjelentek és németre is lefordították őket. Ezek megtalálhatóak a Magyar Nemzeti Múzeum könyvtárában. A Pesti Hírlapnak és a Természettudományi Közlönynek is munkatársa volt.